# معركة ماقورة
```
معركة ماقورة
[
1
]
[
2
]
 هي من أشهر معارك السي قدور بن حمزة أثناء 
ثورة أولاد سيدي الشيخ
 التي انتصر فيها على القبائل الموالية 
للاحتلال الفرنسي
 والمدعومة بالجيش الفرنسي بزعامة الجنرال “دوميلويز” "de meloise" والمتعاونين معه.
[
3
]
[
4
]
```

## وصف
جرت المعركة بين قوات الضابط الفرنسي ميلواز أثناء تنقله من سعيدة إلى ماقورة بالبويهي بالقرب من سبدو ولاية تلمسان وبين سي قدور ولد حمزة يوم 17 نیسان/أبريل 1871، ولقد أسفرت عن مقتل عدد من الثوار أستشهد منهم زعيم قبيلتي ( بني جبل - ديوي منيع ) وحوالي 200 من أتباع سي قدور ، وظابطان فرنسيان مارسيي وفرنسوان. مما اضطره الحال إلى الانسحاب نحو بني مطهر بالتراب المغربي، إلا أن السلطان المغربي أجبره على الخروج من المنطقة.[بحاجة لمصدر] ومن بين النتائج الرئيسة التي ترتبت عنها:
- إحداث شرخ كبير بين زعماء الثورة حيث ظهر هناك أربع توجهات: قسم منهم هادن الفرنسيين، ووقف موقف المتفرج من الأحداث، وقسم استسلم لهم، وقسم آخر حاربهم، وقسم آخر دخل في مواجهات مع العائلة الأم.
- إرسال السلطات الاستعمارية لتعزيزات ضخمة نحو منطقة التخوم الغربية لتمنع تنقل الثوار من وإلى المغرب، قصد عرقلة تحركاتهم وسهولة مراقبتهم.

وصف الشاعر محمد بالخير هذه المعركة أيضا بقوله:
توفي سيدي قدور بن حمزة يوم الثلاثاء 9 فبراير سنة 1897م، حيث نقل جثمانه، ودفن بمدينة الأبيض، بضريح سيد الشيخ.